# Rigaer Straße
De Rigaer Straße is een straat in het Berlijnse stadsdeel Friedrichshain, gelegen in het heroplevende Samariterviertel.
De straat, verwijst naar de hoofdstad van Letland, Riga, loopt van de Bersarinplatz in het westen naar het station Frankfurter Allee in het oosten.
De straat is geliefd bij punkers uit gans Europa. Vele van de huizen zijn beschermd, maar een aantal oudere huizen wordt bezet door krakers.
Een bekende straatbewoner was de Duitse schrijver Theodor Plievier, die rond 1924 op nr. 68 woonde.